# Cycas curranii
Cycas curranii là một loài thực vật hạt trần trong họ Cycadaceae. Loài này được J.Schust. K.D.Hill mô tả khoa học đầu tiên năm 1995.